# Filip Ingebrigtsen
Filip Ingebrigtsen, född 20 april 1993 i Sandnes, är en norsk friidrottare som främst tävlar i medeldistanslöpning.
Han är yngre bror till medeldistanslöparen Henrik Ingebrigtsen och äldre bror till medeldistanslöparen Jakob Ingebrigtsen. De har tidigare tränats av fadern Gjert Ingebrigtsen.

## Karriär
Ingebrigtsen blev europamästare på 1 500 meter vid europamästerskapen i friidrott 2016. Han deltog under året även vid olympiska sommarspelen 2016. Vid världsmästerskapen i friidrott 2017 blev Ingebrigtsen trea i finalen på 1 500 meter.
I augusti 2021 vid OS i Tokyo blev Ingebrigtsen utslagen i försöksheatet på 1 500 meter.